# Furulya
Furulya (ungarisch, „Flöte“, genauer hatlyukú furulya, „Sechs-Loch-Flöte“) ist eine in der ungarischen Volksmusik gespielte hölzerne Kernspaltflöte von mittlerer Länge (30 bis 50 Zentimeter) und mit sechs Grifflöchern. Das allgemeine ungarische Wort für „Flöte“ bezeichnet als Kompositum weitere Flötentypen, darunter die 90 Zentimeter lange Kernspaltflöte hosszú furulya („lange Flöte“) mit fünf Grifflöchern und die Doppelflöte kettős furulya. Querflöten kommen selten vor und endgeblasene Randkantenflöten sind seit dem 20. Jahrhundert in Ungarn verschwunden.
Die ungarischen Kernspaltflöten sind traditionell nur von Männern gespielte Hirteninstrumente, die zur eigenen Unterhaltung oder meist solistisch bei Festen zur Tanzbegleitung dienten.

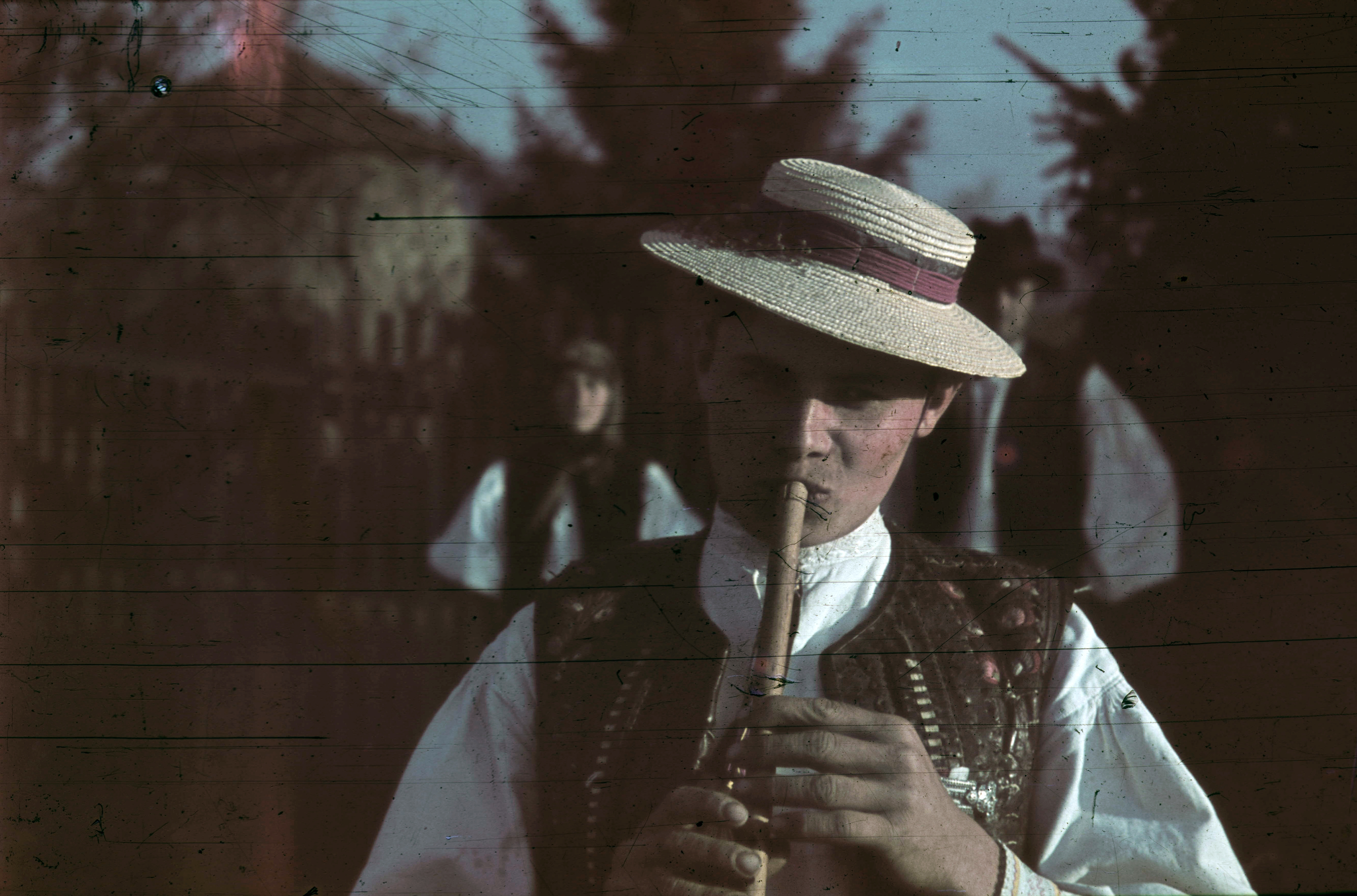
Furulya-Spieler in Festtagskleidung

## Herkunft und Verbreitung
Zur vorgeschichtlichen Entwicklung und Verbreitung europäischer Flöten siehe die ukrainische Kernspaltflöte sopilka.
Kurz vor der Zeitenwende drangen römische Legionen in die Pannonische Tiefebene vor, die zu einem großen Teil im heutigen Ungarn liegt. Anfang des 5. Jahrhunderts kam das Gebiet unter die Herrschaft der Hunnen. Wesentlich für die Geschichte wurde die Einwanderung der Magyaren von Osten Ende des 9. Jahrhunderts.
Ende des 19. Jahrhunderts und im 20. Jahrhundert wurden in Ungarn einige Fragmente von Knochenflöten aus römischer Zeit ausgegraben, die im Ungarischen Nationalmuseum aufbewahrt werden. Die Flöten wurden aus Säugetier- und Vogelknochen (von einem Adler oder einem anderen großen Raubvogel) hergestellt. Die Flöten, von denen rund zehn Zentimeter lange Knochenreste erhalten sind, besaßen drei Fingerlöcher und sind teilweise mit Mustern verziert. Aus dem Beginn der Hunnenzeit wurde 1980 bei Tiszaföldvár eine Flöte aus der Ulna einer Graugans gefunden. Die in einer Länge von 12,2 Zentimetern restaurierte Röhre besitzt vier Grifflöcher mit Abständen zwischen 1,1 und 1,3 Zentimetern untereinander und wurde über ein rechtwinklig abgeschnittenes offenes Ende angeblasen. Weitere Vogel- und Säugetierknochenflöten stammen von verschiedenen Fundorten und werden in das 14. bis 16. Jahrhundert datiert.
Der einfachste Flötentyp, die randgeblasene Längsflöte ohne Grifflöcher, szélenfúvó furulya („randgeblasene Flöte“), kommt seit dem 20. Jahrhundert in Ungarn nicht mehr vor. Sie wurde tilinkó (auch tilink, tilinka oder ähnlich) genannt wie die rumänische tilincă. Ebenso verschwunden sind seit der Mitte des 20. Jahrhunderts randgeblasene Längsflöten mit Grifflöchern, die als Hirtenflöten kaval in Südosteuropa weit verbreitet sind. Solche Flöten mit sechs Grifflöchern wurden Mitte des 19. Jahrhunderts hauptsächlich um Pécs im Süden des Landes gespielt. Ein Informant im dortigen Komitat Tolna bezeichnete 1961 das in seinem Besitz verbliebene Exemplar als szélfurulya („Randflöte“), ein anderer Name ist peremfurulya. Dieser Typ einer randgeblasenen Flöte mit sechs Grifflöchern ist 30 Zentimeter lang und hat einen Durchmesser von 1,3 Zentimetern.
Als Volksmusikinstrumente angefertigte Querflöten sind mit 45 bis 50 Zentimetern etwas länger als die üblichen Kernspaltflöten, sie besitzen sechs Grifflöcher in der unteren Hälfte und ein ovales Anblasloch etwa 9 Zentimeter vom oberen Ende entfernt. Querflöten werden in Ungarn oldalfúvós oder félenfúvos („seitlich angeblasene Flöte“) genannt.
Ein weiterer Flötentyp, der um die Mitte des 20. Jahrhunderts selten geworden war, sind die längs geblasenen Kerbflöten oder Kerbgefäßflöten, die über eine Kerbe am Ende des langen Halses eines Flaschenkürbisses angeblasen werden. Eine ovale Gefäßflöte ohne Hals mit drei Grifflöchern wurde pásztordoromb („Hirten-Schnurrer“) genannt und war dem Namen nach ein Hirteninstrument. Doromb, wie die Maultrommel in Ungarn heißt, ist mit drymba für die Maultrommel der Huzulen in der Ukraine sprachverwandt.
Kernspaltflöten ohne Grifflöcher sind zumeist einfache Pfeifen, die im Frühjahr aus der Rinde von frischen Weidenzweigen hergestellt werden. Sie sind unter einigen beschreibenden Namen wie fűzfafütyülő, fűzfasip („Weidenpfeife“), fűzfafurulya („Weidenflöte“) und fűzfatilinkó („Weidenflöte-ohne-Fingerlöcher“) bekannt. Die Rinde wird von einem geraden Abschnitt eines Zweigs durch leichtes Klopfen gelöst und mit einer drehenden Bewegung vorsichtig abgezogen, damit sie unversehrt bleibt. Begleitet wird diese Tätigkeit durch aufgesagte oder gesungene Verse (Bastlöseverse), die eigens für diesen Zweck überliefert sind und mit alten Fruchtbarkeitsritualen in Verbindung stehen. Der Kernspalt entsteht durch einen Holzstöpsel, der an einer Längsseite abgeflacht und in das Rohrende eingesteckt wird. Grifflochlose Kernspaltflöten werden auch aus beständigeren Holunderzweigen hergestellt und dienen überwiegend als Kinderspielzeug.
Unter den europäischen Volksmusikinstrumenten haben Blasinstrumente den höchsten Anteil an den unterschiedlichen Typen (je nach Land zwischen einem Drittel und der Hälfte). Grifflochlose Kernspaltflöten waren in Ungarn Kinderinstrumente oder dienten Hausierern dazu, auf sich aufmerksam zu machen. Allgemein gehören sie zu den Obertonflöten und sind typische Hirteninstrumente, die als einfache Pflanzenröhren (von Weidenzweigen abgezogene Rinde), aus gespaltenen und nach dem Aushöhlen durch eine Bastwicklung wieder verbundenen Zweighälften oder aus Metallröhren hergestellt werden. Andere mittel- und osteuropäische Längsflöten haben typischerweise drei bis sechs Grifflöcher.

## Namen
Kernspaltflöten mit Grifflöchern werden in Ungarn meist furulya genannt. Regionale Abwandlungen dieses Wortes sind furugla und furuglya im westlichen Landesteil Transdanubien und in Nordungarn furollya. Die Etymologie ist unklar; das Wort ist unter anderem mit serbisch und kroatisch frula, (eine Blockflöte), slowakisch fujara (eine lange Schnabelflöte der Schäfer in der Slowakei), ukrainisch flojara (auch floyara, Флояра), griechisch floyera, albanisch flojere, floere oder floer,  und rumänisch fluier (allgemeine Bezeichnung für Flöten in Rumänien und der Republik Moldau) verwandt. Das stets im Bereich Hirtenflöten vorkommende Wortumfeld wird spekulativ entweder auf griechisch floarion, „Baumrinde“ oder auf das lateinische Verb flare, „blasen“, zurückgeführt. Letztgenannte Herleitung führt über das altfranzösische flaüte zu „Flöte“.
Daneben kommen auch andere Namen für die Kernspaltflöten vor, darunter pikula und fapicula von italienisch flauto piccolo, „kleine Flöte“, und in manchen Orten tilinkó (von der grifflochlosen Flöte übernommen). Die in Rumänien in der Region Moldau lebenden ungarischsprachigen Tschangos bezeichnen die Kernspaltflöten als szűtü, abgeleitet vom ungarischen Verb süvölt, „peifen, heulen“. Mit dem Partizip Präsens dieses Verbs, süvöltő („pfeifend“), werden in Nordostungarn die grifflochlosen Weidenrindenflöten benannt. Aus dem 19. Jahrhundert sind von den moldawischen Ungarn auch die Schreibweisen sültü und szültü überliefert. Das Wort ist mit sijaltös (shialtysh) für einen anderen Typ einer Hirtenflöte (vgl. koncovka) der Tscheremissen in Russland verwandt. Eine weitere Bezeichnung, die nur in der Literatursprache auftaucht, ist pásztorsíp („Hirtenpfeife“), zusammengesetzt aus pásztor, „Schäfer“, und síp, „Pfeife“.
Das Wort süvöltő ist der erste literarische Beleg für eine Flöte, vermutlich eine Kernspaltflöte, in einem ungarischen Text. So lautet die Übersetzung von lateinisch fistula(„Röhre, Pfeife“) in „Das Schlägler ungarische Wörterverzeichnis“ aus dem 15. Jahrhundert. Laut einem fragmentarisch erhaltenen Wörterbuch von Anfang des 16. Jahrhunderts bestand die süvöltő aus Pflanzenrohr oder Knochen. In der „Ungarischen Enzyklopädie“ des bedeutenden Gelehrten János Apáczai Csere (1625–1659) von 1653 werden unter den Musikinstrumenten síp, süvöltő und Sackpfeife erwähnt. Da síp („Pfeife“) ein Rohrblattinstrument war, muss es sich bei süvöltő um eine Kernspaltflöte gehandelt haben. Der Name süvöltő wird ferner in Gáspár Miskolczis zoologischem Werk Egy jeles vadkert, avagy az oktalan állatoknak... von 1702 erwähnt. Furulya wird in der ungarischen Literatur erst ab der Mitte des 17. Jahrhunderts verwendet.

## Bauform

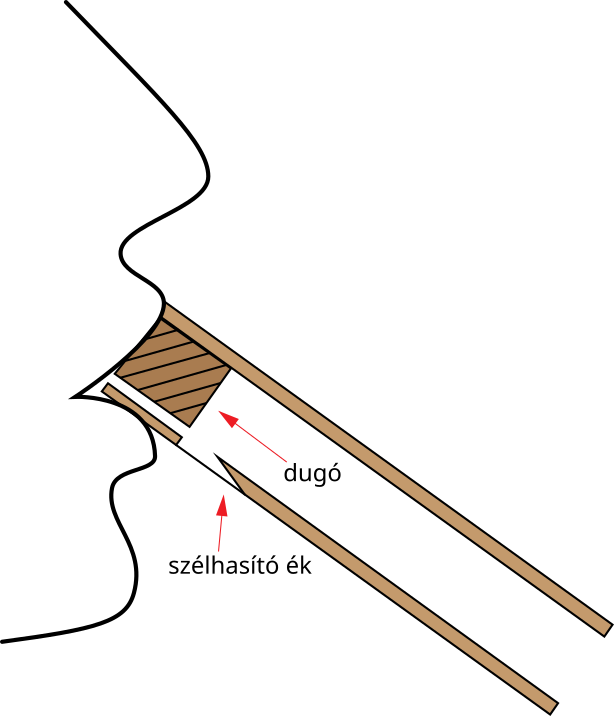
Schematische Darstellung der Tonerzeugung bei der furulya. Block (dugó), Windkanal und hinterständiger Aufschnitt (Schneidekante, szélhasító)

### Sechs-Loch-Flöte
Die üblichen Kernspaltflöten haben sechs Grifflöcher an der Oberseite, aber kein Daumenloch. Die Schneidekante befindet sich fast immer an der Unterseite und wird über einen Windkanal vom rechtwinklig abgeschnittenen Ende angeblasen. Ein schnabelförmiges Mundstück besitzen nur die seltenen Flöten mit einem vorderständigen Aufschnitt. Die Länge variiert zwischen 30 und 60 Zentimeter, kürzere Flöten werden nur als Kinderspielzeug verwendet und Längen über 50 Zentimeter sind selten. Ein 53 Zentimeter langes Museumsexemplar aus Nordungarn hat einen Innendurchmesser von durchgehend 1,6 Zentimetern, ein 39 Zentimeter langes Exemplar aus Transdanubien besitzt oben einen Innendurchmesser von 1,5 und unten von 1,2 Zentimetern und ein weiteres Exemplar aus der Ungarischen Tiefebene misst bei 38 Zentimetern Länge innen durchgehend 1,4 Zentimeter.
Die am häufigsten verwendeten Materialien waren Holunderzweige, gefolgt von Ahorn und in seltenen Fällen auch die Zweige anderer Gehölze oder in der Tiefebene Schilfrohre, falls kein geeignetes Holz verfügbar ist. Holunder wird im Herbst oder Winter verarbeitet. Aus einem geraden knotenfreien Abschnitt eines Zweigs wurde das Mark mit einem Eisendraht oder Hartholzstab herausgedrückt und die so erhaltene Röhre zum langsamen Trocknen ohne direkte Sonneneinstrahlung ausgelegt. Nachdem das Holz bis zu zwei oder drei Jahre getrocknet war, wurde die Röhre mit einem Bohrer und Schleifpapier auf den gewünschten Durchmesser erweitert. Häufig wurde vom unteren Ende mit einem dünneren Bohrer eingebohrt, sodass hier eine Verengung der ansonsten zylindrischen Röhre entstand. Bei Tschangos und Siebenbürger Ungarn sind die Flöten am unteren Ende 5 bis 8 Millimeter enger als am oberen.
War die Röhre fertig bearbeitet, wurde die Außenseite mit Schleifpapier geglättet. Der Aufschnitt wurde typischerweise 1,5 bis 2 Zentimeter vom oberen Rand mit einem Messer eingekerbt. Der bereits vorher eingeschobene Holzblock sollte verhindern, dass die Röhre beim Einschneiden beschädigt wird. Der Block lenkt die Blasluft durch den Windkanal (Kernspalte) an der Unterseite zum Aufschnitt. Wegen seiner Halbkreisform heißt der Aufschnitt hold („Mond“), hód oder hódlik („Mondöffnung“). Andere Namen für die Schneidekante sind szélhasitó („Windspalter“) bei den Szeklern und in Nordungarn szem („Auge“) oder szemlyuk („Augenöffnung“). Besondere Beachtung erfuhr die konische Gestaltung der Kernspalte (síp, síplyuk, zsiliplik), die an der Einblasöffnung 2 und am Aufschnitt 1 Millimeter breit sein sollte. Das oberste Griffloch befindet sich etwa in der Mitte des Flötenrohrs, mit Abweichungen von zwei Zentimetern nach oben oder unten. Nach einer alten Anweisung für das Komitat Somogy von 1898 sollte ein Flötenrohr einen sukk lang sein, was beiden zur Faust geballten Händen mit ausgestreckten Daumen entspricht. An der Hälfte dieser rund 32 Zentimeter entsprechenden Maßeinheit, das heißt, in der Mitte des Rohrs, sollte das oberste Griffloch angebracht werden. Die Regeln für die Position des unteren Grifflochs sind ebenfalls nur ungefähr. Dessen Abstand vom unteren Ende sollte ein Drittel der Entfernung vom obersten Griffloch zur Schneidekante betragen. Oder der Abstand zwischen Schneidekante und oberem Griffloch sowie zwischen diesem und dem unteren Griffloch sollte gleich sein. Die vier Grifflöcher in den Mitte wurden meist mit gleichen Abständen eingebohrt. Traditionell wurde zunächst ein kleines Loch eingeschnitten und dann mit einem glühenden Eisendraht oder einem Dorn auf 5 bis 7 Millimeter Durchmesser erweitert. Klingt das unterste Griffloch zu tief, so kann der Ton durch ein Verkürzen des Rohrs oder ein am unteren Ende eingebohrtes kleines Stimmloch erhöht werden.
Die Flöten wurden üblicherweise mit Kerbschnitzereien aus geometrischen oder figürlichen Mustern verziert. Die Figuren sind Motive aus dem Leben der Bauern oder aus Erzählungen von Räubern. Manche Flöten tragen eingelassene Bleiringe oder besitzen über die Länge verteilt einige Wülste, die der Rissbildung vorbeugen sollen. Für die meist an beiden Enden aufgebrachten Bleiringe wurde eine zickzackförmig eingekerbte Rille im Holz mit aus einem Löffel gegossenem Blei aufgefüllt. Farben dienten nur dazu, um die eingeritzten oder eingekerbten Ornamente hervorzuheben. Gegen das Eindringen von Holzwürmern wurde das Holz mit Leinöl oder Sonnenblumenöl eingerieben.
Für die Herstellung solcher Flöten wurden um die Mitte des 20. Jahrhunderts einfache und von den Flötenbauern bis auf die Handbohrer meist selbst angefertigte Werkzeuge verwendet, darunter etwa mehrere Messer, ein halbrundes Stemmeisen und unterschiedlich große, aus der Speiche eines Regenschirms oder der Zacke einer Heugabel gefertigte Lochstempel.

### Fünf-Loch-Flöte
Die entsprechend angefertigten Kernspaltflöten mit fünf Grifflöchern heißen hosszú furulya, sie sind deutlich länger, die Angaben schwanken zwischen knapp 90 und knapp 100 Zentimetern bei einem Durchmesser zwischen 1,6 und 1,8 Zentimetern. Solche Längen wurden manchmal aus drei zusammensteckbaren Teilen angefertigt. Die Quelle von 1898 gibt als Länge zweieinhalb sukk und eine Handbreit an. Zwischen dem obersten Griffloch und dem unteren Ende sollte der Abstand ein sukk betragen, zwischen dem ersten und dem fünften Griffloch einen halben sukk. Der Abstand zwischen dem ersten und dem zweiten Griffloch war auf Zeigefingerbreite, der Abstand zwischen den beiden unteren Grifflöchern auf Daumenbreite festgelegt. Daraus verbleibt ein größerer Abstand zwischen dem zweiten und dritten Griffloch, also die allgemein für Fünf-Loch-Flöten typische Gruppierung 2+3. Dieselbe Länge haben die seltenen Flöten mit drei Löchern. Die Messungen ergaben, dass die Flötenbauer ihre eigenen Maßvorgaben nur ungefähr beachteten.

### Doppelkernspaltflöte

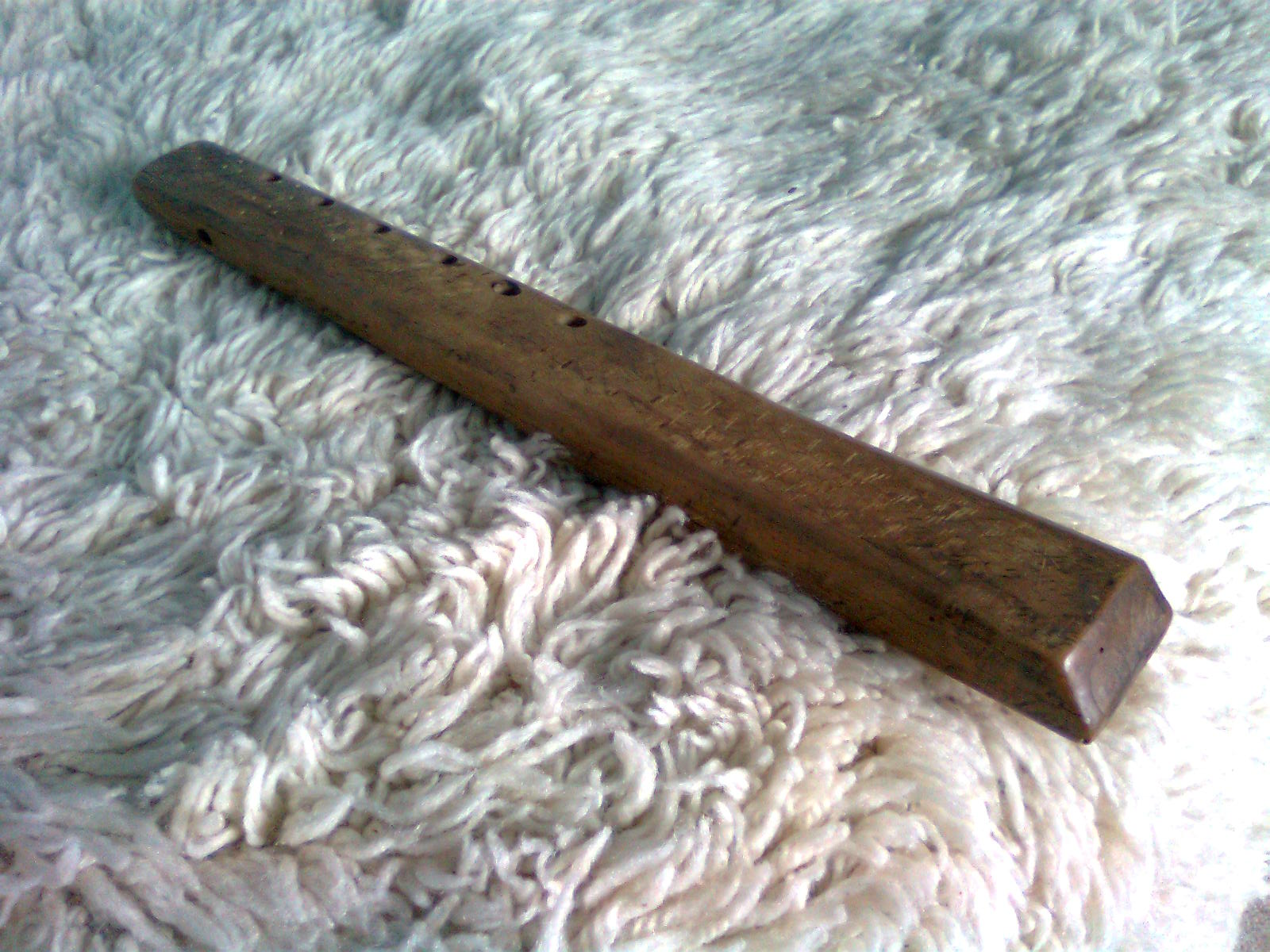
Bulgarische dwojanka, entspricht dem zweiten Typ der ungarischen Doppelflöten

Doppelkernspaltflöten heißen kettős furulya („Doppelflöte“), ikerfurulya („Zwillingsflöte“) oder bei den Tschangos kétoknásfurulya („zweischachtige Flöte“). Es gibt drei Typen von ungarischen Doppelflöten. Das Instrument der Tschangos besteht aus einer üblichen furulya mit sechs Grifflöchern, die an beiden Enden durch Metallstreifen mit einer gleich langen grifflochlosen Flöte verbunden ist. Der Spieler bläst beide Flöten zugleich an.
Der zweite Typ ist ebenfalls von den Tschangos und nach einem literarischen Beleg von 1902 aus dem westungarischen Komitat Zala bekannt. Hierbei sind zwei parallele Röhren in ein langrechteckiges Holzstück gebohrt. Die Längskanten sind gerundet, sodass sich ein ungefähr ovaler Querschnitt ergibt. Wiederum hat das rechte Flötenrohr sechs Grifflöcher und das linke ist grifflochlos. Der Spieler bläst durch einen breiten Schnabel in beide Röhren ein.
Aus dem südungarischen Komitat Baranya ist der dritte Typ überliefert, bei dem die in einen Holzblock gebohrten Spielröhren nicht durchgehend parallel, sondern ab einem Drittel ihrer Länge V-förmig auseinander laufen. Die rechte Röhre besitzt vier und die linke Röhre drei Grifflöcher. Dieser Typ könnte im südlichen Ungarn von Südslawen gespielt worden sein, über seine Verwendung ist nichts Weiteres bekannt.

## Spielweise

### Stimmung
Bei den Sechs-Loch-Flöten reicht der tiefste Ton bei wenigen Exemplaren bis zu c1 hinab, üblicherweise liegt der Grundton zwischen f1 und c2 und in wenigen Fällen auch bei d2. Überblasen der Grundtonreihe ist bis zum vierten Teilton möglich, bei einem Grundton c1 sind Töne oberhalb von d2 jedoch nur schwer zu erzielen und werden deshalb kaum verwendet. Der Grundton ergibt sich, wenn alle Grifflöcher geschlossen sind. Die aufsteigende Tonreihe bei von unten nach oben geöffneten Grifflöchern klingt im Vergleich mit der temperierten Stimmung moderner Konzertflöten mehr oder weniger unrein. Die Abweichungen werden besonders bei Flöten hörbar, deren Röhre am unteren Ende enger ist. Bei diesen beträgt das Intervall zwischen dem tiefsten Ton der Grundtonreihe und dem folgenden Ton nicht eine große Sekunde (Ganzton), sondern eine kleine Terz. Beim Überblasen des Grundtons in die erste Oktave erklingt dieser Ton jenem gegenüber etwas höher, wodurch in der ersten Obertonreihe die Abweichung nahezu ausgeglichen ist. Die meisten Flöten produzieren in den Tonreihen eine für Dur-Tonarten charakteristische große Terz und nur wenige eine kleine Terz, die in Moll-Tonarten vorkommt. Spieler, die in derselben Tonart Melodien in Dur oder Moll spielen wollen, bevorzugen Flöten, die eine neutrale Terz hervorbringen und nehmen die unreinen Tonhöhen in Kauf. Neutrale Terzen sind auch in ungarischen Volksliedern (magyar nóta) üblich. Ansonsten muss der geübte Spieler, der eine Moll-Tonart spielen will, die große Terz der Griffreihe in eine kleine Terz abändern, also den Ton vertiefen. Hierzu kann er entweder das Griffloch halb abdecken oder mit einem Gabelgriff das weiter unten befindliche Loch schließen.
Chromatische Tonfolgen sind grundsätzlich durch Halbdeckung der Grifflöcher oder durch Gabelgriffe zu erzielen, werden aber von den Musikern nur selten verwendet. Melodien werden häufig durch Vorschläge, Mordente und Triller verziert. Triller werden nicht auf der oberen Nebennote (kleine oder große Sekunde), sondern mit einem Ton ausgeführt, der ein größeres Intervall (bis zu einer großen Terz) ergibt. Beim Spiel langgezogener Töne (rubato) ist von einigen Szekler-Musikern eine Klangmodulation durch vibrierende Lippen bekannt. Eine früher in manchen osteuropäischen Ländern verbreitete Spieltechnik war, beim Einblasen mit der Stimme zum Flötenton einen tiefen Brummton zu ergänzen, so etwa bis heute bei der ukrainischen sopilka und bei der zentralasiatischen tüidük. Bei der furulya ist diese Technik in Ungarn verschwunden, sie wird aber bis heute von manchen Tschangos und Szeklern praktiziert.
Die ungarischen Kerbflöten sind Hirteninstrumente. Die Sechs-Loch-Flöte spielt der Hirte stehend an seinen Stab geklammert, sitzend oder in liegender Position auf einen Ellbogen gestützt. Mit Zeigefinger, Mittel- und Ringfinger der rechten und linken Hand deckt der Musiker jeweils drei Grifflöcher ab. Er nimmt das stumpfe obere Ende der Flöte nicht direkt in den Mund, sondern legt es mit einigen Millimetern Abstand zur Anblasöffnung an die Unterlippe, den Mund nur einen Spalt breit geöffnet. Dabei hält der stehende Musiker die Flöte gerade und ungefähr senkrecht nach unten.
Die lange Fünf-Loch-Flöte (hosszú furulya) wird im Stehen gespielt. Durch die Position der Grifflöcher im unteren Bereich muss der Spieler den Kopf hoch und die Arme gestreckt halten, um mit den Fingern greifen zu können. Angeblasen wird diese Flöte gleich wie die Sechs-Loch-Flöte. Die Grifflöcher werden von unten nach oben so bedient: rechte Hand mit Mittel- oder Ringfinger, Zeigefinger, linke Hand mit Ringfinger, Mittelfinger, Zeigefinger.
Die hosszú furulya produziert den tiefsten Grundton zwischen e und g und kann bis zur vierten Obertonreihe überblasen werden. Hieraus ergibt sich ein theoretisch möglicher Tonumfang von e bis c3, von dem in der Praxis die Grundtonreihe weggelassen und nur die zweite und dritte Obertonreihe verwendet wird. Die Tonfolge der Grundtonreihe ist f–g–a (oder as)–b♭–b–c1.
Eine Flöte mit drei Grifflöchern produziert in der Grundtonreihe die Töne fis, gis, a und h. Dieselben Töne ergeben sich durch Überblasen in die erste und zweite Oktave.

### Repertoire

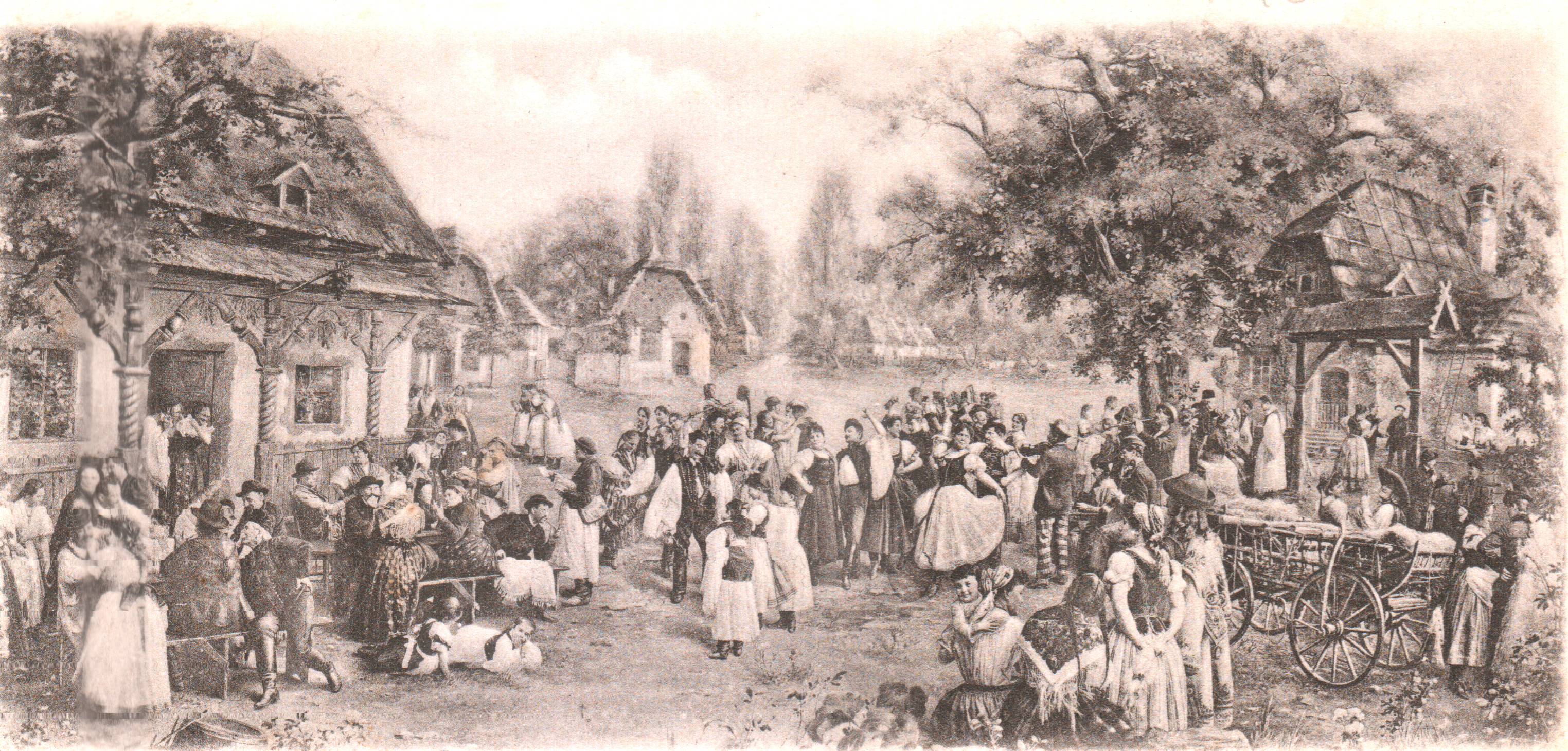
Ungarische Volkstänze (csárdás) in einem Stadtteil von Budapest. Foto von Lipót Strelisky, 1890

Die ungarische Volksmusik ist als Gesangsform und Instrumentalmusik weitgehend einstimmig, ein Melodieinstrument wird traditionell höchstens von einem Bordunton begleitet. Die Flöten spielen hauptsächlich Liedmelodien, manchmal auch Tanzmelodien. Aus früheren Jahrhunderten ist nur wenig über Flötenspieler bei Tanzveranstaltungen bekannt. Einen Hinweis gibt der Szekler Baron und Historiker Péter Apor (1676–1752) in seinen Memoiren (Metamorphosis Transylvaniae, 1736). Demnach spielte bei den Adligen im Szeklerland neben dem Duo aus Sackpfeife (duda) und Geige auch eines mit Flöte und Hackbrett (cimbalom). Es ist auch die Aussage eines Flötenspielers von 1730 überliefert, der bei den Szekler Herrschaften hin und wieder die ganze Nacht mit seiner Flöte zum Tanz aufspielte. Nach Presseberichten traten Mitte des 19. Jahrhunderts einzelne Flötenspieler vor Bürgern im Gasthaus oder auf einer Bühne auf.
Tschangos und Szekler spielten und spielen für die Flöte entwickelte Instrumentalstücke, denen eine Erzählung aus dem Hirtenleben zugrunde liegt. So drückt der musizierende Hirte etwa in einem langsamen Tempo seine Trauer über das Schaf aus, das er verloren hat, und lässt anschließend in einer fröhlichen Tanzmelodie seiner Freude über das wiedergefundene Tier freien Lauf. Die Melodie des Instrumentalstücks „Der Schäfer sucht nach seinem Schaf“ ist in seinem langsamen Teil von einem alten Klagelied übernommen. Das Thema des Stücks ist ohne Text verständlich, ebenso bei einem Instrumentalstück aus Transdanubien: Ein von drei Räubern überfallener und gefangengenommener Müller äußert kurz vor seinem Tod die Bitte, nochmals auf seiner Flöte blasen zu dürfen. Mit deren Tönen holt er seine drei Hunde herbei, welche die Räuber zur Strecke bringen. Die Spannung der auch als Erzählung bekannten Szene wird dadurch gesteigert, dass der Müller immer weitere Melodien spielt, bis endlich im letzten Augenblick die Hunde eintreffen. Vor lauter Freude bläst der Müller abschließend die Melodie A mónár kutyái („Des Müllers Hunde“). Die hierfür ausgesuchten Melodien gehören zur ältesten Schicht der ungarischen Volksmusiktradition und verwenden eine pentatonische Skala. Die Flöte ist das häufigste Musikinstrument, das in ungarischen Volkserzählungen vorkommt.
Um die Mitte des 20. Jahrhunderts galten Flöten den Ungarn als reine Hirteninstrumente. Deswegen wurden sie von den Bauern geringgeschätzt und nicht mehr wie zuvor bei Tanzveranstaltungen im Dorf gespielt, auch weil eine Flöte inmitten einer Menschenansammlung zu leise klang. Stattdessen ließ man bis zum Ende des Zweiten Weltkriegs lieber einen Sackpfeifer aufspielen. Lediglich die Tschangos verwendeten im 20. Jahrhundert noch Flöten zur Tanzbegleitung. In der Ungarischen Tiefebene wechselten sich stattdessen bei Dorffesten die Tänzer beim Spielen einer Bordunzither (citera) ab. Ansonsten traten Anfang des 20. Jahrhunderts bei Hochzeiten in der Tiefebene Musiker mit Sackpfeife und einer Klarinette (Einfachrohrblattinstrument, klarinét) oder bis zur Mitte des 20. Jahrhunderts Duos mit Drehleier (tekerőlant) und Klarinette auf, während die auf Geigen spezialisierten Zigeunermusiker ab dem letzten Drittel des 19. Jahrhunderts ihre Auftritte mit ein oder zwei Klarinetten bereicherten. Selbst bei den am stärksten die Tradition bewahrenden Tschangos wurden in der zweiten Hälfte des 20. Jahrhunderts Flöte, Sackpfeife, Geige und Laute bei Tanzveranstaltungen durch Zigeunermusiker mit Trompete, Saxophon, Harmonika und Trommel ersetzt.
Ein Anlass, bei dem die Kernspaltflöte stets dazugehörte, waren die regölés, Weihnachtslieder, die Jungen zwischen Weihnachten und dem 6. Januar sangen, wenn sie von Haus zu Haus zogen und dafür vom Hausbesitzer Geschenke bekamen. Die regölés waren ein alter Brauch, ursprünglich aus einer Fruchtbarkeitsmagie entstanden, der heute nur noch in wenigen Orten gepflegt wird. Dazu wurde mit Flöte, Trommel, Reibtrommel (köcsögduda) und Schellen Musik (angsteinflößender Lärm) gemacht. Der Brauch lebt noch am Neujahrstag bei den Tschangos in Rumänien fort, die ihn hejgetés nennen. Den an manchen Orten praktizierten hejgetés-Brauch begleiten Amateurmusiker mit einer Flöte, einer Laute koboz oder einer Mundharmonika als Melodieinstrument und einer selbst gemachten Rahmentrommel.
Auch bei Krippenspielen konnte eine Flöte verwendet werden. Bálint Sárosi (1967) zufolge wurde die Flöte aber allenfalls mit Rhythmusinstrumenten wie bei den regölés, aber nie mit mehreren Flöten oder anderen Melodieinstrumenten eingesetzt, weil dies wegen der unterschiedlichen Stimmungen kaum möglich gewesen wäre. Vor dem Ersten Weltkrieg trug beinahe jeder Hirte eine Flöte bei sich. Mitte des 20. Jahrhunderts war die Sechs-Loch-Flöte am Verschwinden und eine Fünf-Loch-Flöte konnten um dieselbe Zeit nur noch wenige alte Männer spielen. Einzig die Tschangos bewahren die Flötentradition weiterhin.
Zur Volksmusik der ungarischen Minderheit im Süden der Slowakei gehören Melodieinstrumente, die alle aus der Tradition der Schäfer stammen. Neben der furulya mit meist sechs Fingerlöchern sind dies die Sackpfeife duda, das Rinderhorn kanásztülök und die Holztrompete fakürt.